# بال‌نواری
بال‌نواری‌ها (نام علمی: Actinodura) نام یک سرده از تیره سسکیان است.

## گونه‌ها
- بال‌نواری حنایی (Actinodura egertoni)
- بال‌نواری عینکی (Actinodura ramsayi)
- Black-crowned barwing (Actinodura sodangorum)
- Hoary-throated barwing (Actinodura nipalensis)
- بال‌نواری قهوه‌ای (Actinodura waldeni)
- بال‌نواری رگه‌دار (Actinodura souliei)
- Taiwan barwing (Actinodura morrisoniana)